# Dawn Landes
Dawn Landes (Louisville, 5 de diciembre de 1980) es una cantante, compositora, ingeniera de sonido y productora estadounidense.

## Biografía
Es originaria de cerca de Louisville, Kentucky pero ha residido desde hace muchos años en Brooklyn, Nueva York, donde llegó como estudiante universitaria. 
Ha publicado varios álbumes como dawn's music (2005), Two Three Four (2006), Fireproof (2008), Sweetheart Rodeo (2010), Bluebird (2014) y EPs como Straight Lines (2006) and Mal Habillée (2012). En soporte de sus publicaciones Landes ha girado extensamente en los EE. UU., Europa y alrededor del mundo, a menudo compartiendo la gira con artistas como Ray Lamontagne, Feist, Andrew Bird, José González, The Weakerthans, Midlake, Suzanne Vega y Sufjan Stevens.
Como instrumentista toca el glockenspiel con la banda de American roots music, Hem de Nueva York. Como productora e ingeniera ha trabajado en Stratosphere Sound en Nueva York y en el estudio de grabación personal de Philip Glass. En 2009 Landes ayudó a fundar el Saltlands Studio en Brooklyn, NY. Ha colaborado con contemporáneos como Justin Townes Earle, Will Oldham y Josh Ritter en el estudio. Sus canciones han sido presentadas en televisión y en películas populares, incluyendo Aburridos a Muerte, Pieles, House, Gossip Girl y United States of Tara. Compuso las bandas sonoras originales para dos largometrajes Blackbird y Familiar Strangers y escribió la canción de los créditos del fin para Savage Grace que protagoniza Julianne Moore. Landes ha aparecido con The American Songbook Series, Boston Pops y en 2012 con el NYC Ballet al Lincoln Center en el ballet de Benjamin Millepied "Two Hearts" cantando una balada titulada "The Brown Girl" compuesta por Nico Muhly autor de la música.
En junio de 2012 publica Mal Habillée, una colección de canciones francesas originales en estilo yeyé. Presenta como invitados vocales a Matthew Caws (Nada Surf) y Tunde Adebimpe (TV on the Radio) y un libro electrónico interactivo con ilustraciones de la artista Danica Novgorodoff para acompañar el texto. En febrero de 2014 publica Bluebird. En el año 2015 en el 14.ª Annual Independent Music Awards, Dawn Landes gana el premio en la categoría "Folk/Singer-Songwriter Album" para "Bluebird". 
Landes es miembro del trío de chicas The Bandana Splits. Landes estuvo casada con el músico Josh Ritter, con quien también actúa.

## Discografía

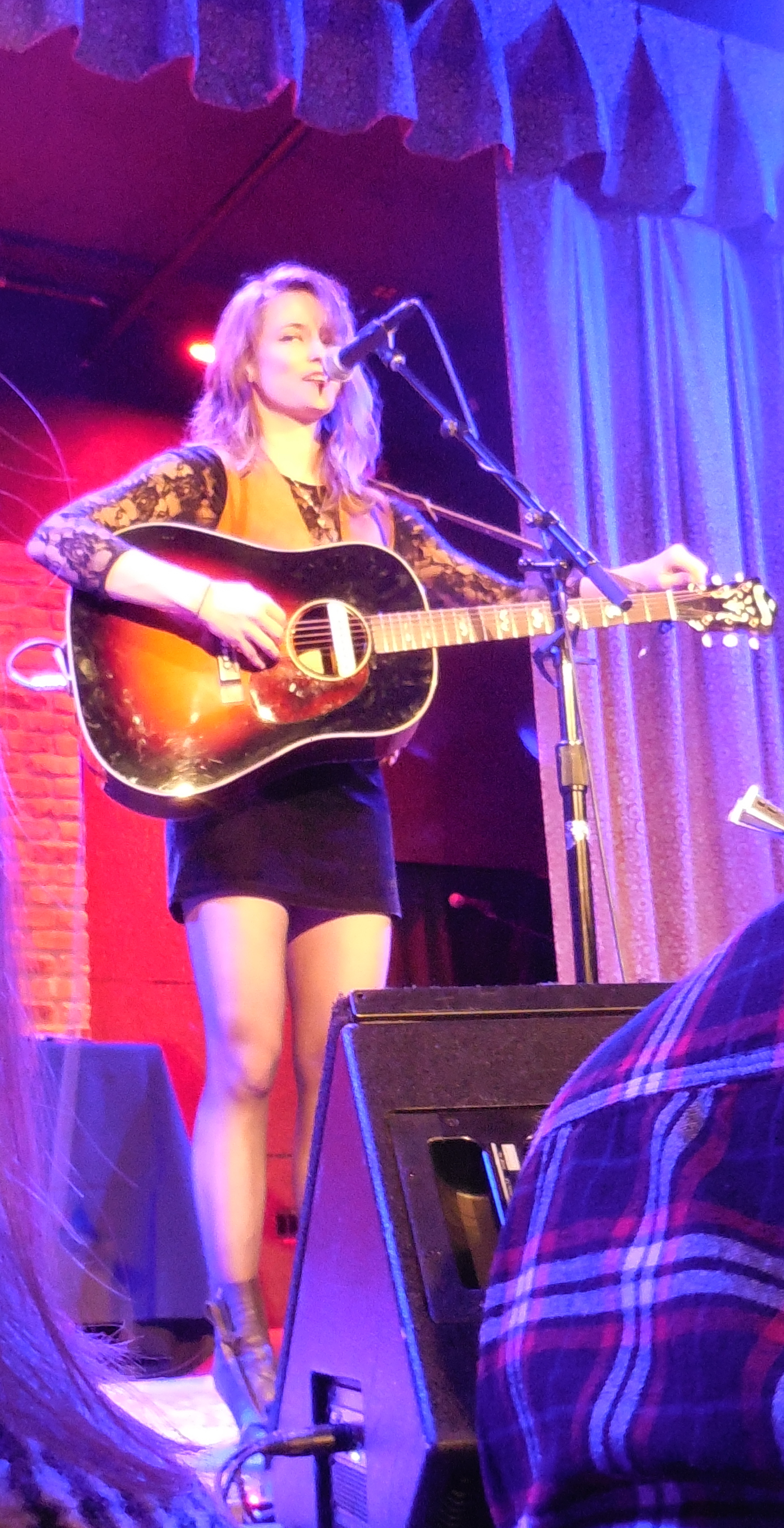
Dawn Landes en 2015.

### Álbumes
- Dawn's Music (2005)
- Two Three Four (2006)
- Fireproof (2008)
- Sweetheart Rodeo (2010)
- Bluebird (2014)
- Meet Me at the River (2018)
- ROW (2020)
- Bluebird · Live (2023)
- The Liberated Woman's Songbook (2024)

### EP
- Dopplerganger (2004)
- Mud and Stars (2005)
- Straight Lines (2005)
- Mal Habillée (2012)
- Covers EP (como Dawn Landes & The Kentuckians) (2014)
- Desert Songs (como Dawn Landes and Piers Faccini)

## Canciones en otros medios de comunicación
- "Kissing Song" and "You Alone", are featured in the 2005 film Winter Passing. "Kissing Song" was played during the ending credit.[4]
- "Lullaby for Tony" closing credits of the 2007 film Savage Grace.[4]
- "Straight Lines"  in an episode of the Showtime series United States of Tara. It was also used in a commercial for the Chrysler Town and Country.[9]
- It was also used in a television advertisement for Transport for London in the UK.[10]
- "Straight Lines" was also used at the end of the documental "When Harry Left Hogwarts" released as special feature in the Blu-ray version of Harry Potter and the Deathly Hallows Part 2.[4]
- The song "Drive" was used in the "Under My Skin" episode of the fifth season of the Fox series House M.D.[4]
- The hidden track "Won't Back Down", a cover of Tom Petty, was used for a Human Rights Campaign video supporting the repeal of Proposition 8.[11]
- The track "Toy Piano" from the album Fireproof was used in an episode of Californication and Bored to Death.[4]
- The track "Twilight" from the album Fireproof was used as incidental music in an episode of Holby City.[12]
- The track "Mud and Stars" was used in the fifth episode of the Australian mini-series Underbelly: A Tale of Two Cities.[13]
- "All Dressed in White" was used in the series four premiere of Skins.[14]
- Films scores, Blackbird (2007) and Familiar Strangers (2008).[4]
- The song "Home" was featured on the CBS series The Good Wife.[15]